# Illmatic
Illmatic – debiutancki album rapera Nasa, który ukazał się 19 kwietnia 1994 roku nakładem wytwórni Columbia Records. Płyta była nagrywana w nowojorskich studiach nagraniowych Unique Recording Studios, Chung King Studios i D&D Studios w latach 1992–1993. Za produkcję utworów na płycie odpowiedzialni byli Nas, Large Professor, Pete Rock, Q-Tip, L.E.S., oraz DJ Premier. Uchodzi za największe solowe osiągnięcie w historii muzyki hip-hopowej i esencje ciężkiego, nowojorskiego brzmienia ostatniej dekady XX wieku.
Album zadebiutował na 12. miejscu listy przebojów Billboard 200.
W 2020 album został sklasyfikowany na 44. miejscu listy 500 albumów wszech czasów magazynu Rolling Stone.

## Historia i opinie
Prolog
Drogę do wydania debiutanckiego albumu w dużym stopniu pomogli Nasirowi przejść Large Professor i MC Serch. Ten pierwszy zapoznał chłopaka z rapowym światkiem z wyższej półki i zaprosił do udziału w "Live at Barbeque" – utworze na debiutancką płytę swojej grupy (Main Source). Przez następny rok młody talent bezskutecznie szukał pracodawcy. Jego demo odrzuciły między innymi wytwórnie: Def Jam Recordings i Cold Chillin’. W 1992 roku biały raper – MC Serch szukał gości na swoją solową płytę. Ze swoim producentem doszli do wniosku, że Nas idealnie będzie się nadawał do utworu "Back to the Grill". A to z uwagi nie tylko na umiejętności, ale także nawiązanie do "Live at Barbeque". Po nagraniu Serch dowiedział się, że jego kolega po fachu nie ma jeszcze kontraktu i postanowił pomóc (został menadżerem Nasa). Najpierw zastukał w drzwi swojego szefa Russela Simmonsa. Ten uważał, że Nasty brzmi jak drugi Kool G Rap i nie był zainteresowany zakontraktowaniem go. Zupełnie innego zdania była Faith Newman z Columbia Records. Zachwycona chciała mieć umowę od zaraz i dostała ją. Można było zacząć pracę nad albumem, która trwała prawie dwa lata. W tym samym roku wyszedł jeszcze pierwszy solowy numer Nasira "Halftime" zrobiony na zlecenie Sercha, który szukał ludzi, tym razem do ścieżki dźwiękowej filmu Zebrahead.
Producenci i goście
Powszechna była w Nowym Jorku opinia o tym, że na scenę wchodzi drugi Rakim (w parę lat później obróciło się to przeciwko Esco). Trzy oficjalne występy Nasa wywołały wokół niego spore zamieszanie, zapotrzebowanie krytyków i publiczności na więcej. Wobec tych faktów nietrudno było zachęcić do współpracy czołowych producentów tamtego okresu. MC Serch skontaktował się z Preemo, a Large z dwójką: Q-Tip, Pete Rock.
Najbardziej z oferty ucieszył się Premier. Dał na album trzy podkłady i kontynuował współpracę z raperem z Queens w późniejszych latach. Mimo że Nas był bardzo wybredny, producent zachowywał cierpliwość i wyrozumiałość. Część proponowanych bitów Esco odrzucał od razu, część początkowo akceptował by potem zmienić zdanie. Preemo dokonywał więc zmian. Po usłyszeniu bitów zrobionych przez renomowanych kolegów zmotywował się dodatkowo. Wrócił do studia i tak powstała muzyka do "Memory Lane", które zamknęło listę utworów na Illmatic.
Wcześniej jednak Large zapoznał Nasira z Q-Tipem i Rockiem. Do spotkania z tym pierwszym doszło w jego domu. Członek ATCQ puścił parę bitów. W pewnym momencie Nas powiedział "To jest to" i jeszcze tej nocy przedstawił koncepcję "One Love". Pete przyniósł swój podkład do studia, ale musiał od razu wyjść. Początkowo refren zaśpiewał kolega Esco. Kiedy na kolejną sesję przyszedł Rock i usłyszał nagranie to stwierdził, że on zrobiłby to lepiej. I to jego słyszymy w refrenie "The World is Yours".
Nie zabrakło oczywiście Large Professora. To od jego muzyki Nasty rozpoczął nagrywanie. Duet wykorzystał swoje wspólne, wcześniejsze pomysły. O ile występ Large'a nie był zaskoczeniem o tyle zaskoczeniem byli współtwórcy "Life's a Bitch". Za stronę muzyczną odpowiada tu L.E.S., a jak doszło do jego współpracy z MC? Otóż przez przypadek. Podczas spotkania towarzyskiego w swoim domu L.E.S. odtwarzał, to co zrobił dla własnej przyjemności i nagle Nas poczuł, że musi do tego zarymować. W odpowiednim miejscu i czasie znalazł się AZ - raper z Brooklynu, który poczuł to samo co kolega po fachu z Queensbridge. Był to początek dłuższej współpracy. L.E.S nie włożył swojej pracy tylko w szósty album Esco i nazywany jest nadwornym producentem Nasa. Udział AZa w Illmatic przeszedł do legendy. Człowiek znikąd zaprezentował się znakomicie, mimo że nikt tego od niego nie oczekiwał. To właśnie z tego występu do dzisiaj najbardziej znany jest AZ. W "Life's a Bitch" można usłyszeć jeszcze jedną osobę. Na końcu solówkę na trąbce wykonuje Olu Dara, znany jazzman, ojciec Esco.
Przyjęcie
Illmatic wszedł na rynek 19 kwietnia 1994 roku. Wszystkie gazety muzyczne oceniły go wysoko. Od The Source otrzymał ocenę 5 na 5, co nie zdarzyło się nigdy wcześniej. Sprzedaż nie szła jednak w parze z uznaniem artystycznym. Słabo radziły sobie single: "It Ain’t Hard to Tell", "The World Is Yours", "One Love". Wytwórnia miała za złe Esco, że w odróżnieniu do Notoriousa nie potrafił stworzyć utworów, które byłyby zdatne do użytku komercyjnego. Stało się to powodem pewnej niechęci do ówczesnego króla Nowego Jorku. W sprzedaży lepiej radził sobie także Tical, ale najbardziej Illmatic był przygniatany przez g-funk np. Doggystyle. Debiut Esco zdobył status platynowej płyty w grudniu 2001 roku, tuż przed wydaniem Stillmatic. W tamtym roku sprzedał się w liczbie prawie 40 000 egzemplarzy, czyli jak na album sprzed siedmiu lat wyśmienicie. Mimo początkowego braku euforii publiczność nie zapomniała o tym klasycznym dziele. W sumie album przez 19 tygodni był na amerykańskiej liście 200 najlepszych i raz znalazł się w pierwszej dwudziestce.
Bezpośredni wpływ Nasty wywarł na swoją dzielnicę Queensbridge, która po złotych dla siebie latach 80. ucichła na pewien czas. Sił na legalnej scenie z dobrym skutkiem spróbowały zespoły Mobb Deep i Capone-N-Noreaga. AZ wydał Doe or Die podobnie jak Nas osiągając większe uznanie w oczach krytyków niż publiczności.
Wielu znanych raperów przyznawało w swoich tekstach lub wywiadach, że Illmatic miał na nich wpływ: The Game, Eminem, Talib Kweli, Canibus, Pelson, Common. Ten ostatni przyznał, że stara się zapraszać mało gości na wzór debiutu Esco. Pod wpływem Illmatica byli także znani producenci: Just Blaze i Alchemist.
Tak zwane cuty z płyty na swoich kawałkach umieszczali Jay-Z ("Dead Presidents II", "Rap Game/Crack Game"), Big L ("Ebonics") i Raekwon ("Sneakers").

## Lista utworów
| Nr  | Tytuł utworu                       | Tekst                                                                | Producent       | Długość |
| --- | ---------------------------------- | -------------------------------------------------------------------- | --------------- | ------- |
| 1.  | „The Genesis”                      | Nasir Jones • Fred Brathwaite                                        | Nas • Faith. N  | 1:45    |
| 2.  | „N.Y. State of Mind”               | Jones • Christopher Martin                                           | DJ Premier      | 4:53    |
| 3.  | „Life's a Bitch” (gość. AZ)        | Jones • Anthony Cruz • Olu Dara Jones • Robert Wilson • Oliver Scott | L.E.S • Nas     | 3:30    |
| 4.  | „The World Is Yours”               | Jones • Peter Philips                                                | Pete Rock       | 4:50    |
| 5.  | „Halftime”                         | Jones • William Mitchell • Gary Byrd                                 | Large Professor | 4:20    |
| 6.  | „Memory Lane (Sittin' in da Park)” | Jones • Martin • Reuben Wilson • Peg Barsella                        | DJ Premier      | 4:08    |
| 7.  | „One Love"”                        | Jones • Jonathan Davis • Jimmy Heath                                 | Q-Tip           | 5:25    |
| 8.  | „One Time 4 Your Mind”             | Jones • Mitchell                                                     | Large Professor | 3:18    |
| 9.  | „Represent”                        | Jones • Martin                                                       | DJ Premier      | 4:12    |
| 10. | „It Ain’t Hard to Tell”            | Jones • Mitchell                                                     | Large Professor | 3:22    |
|     |                                    |                                                                      |                 | 39:43   |

### Sample[11]

#### The Genesis
- "Live at the Barbeque" – Main Source
- Dialog z filmu Wild Style z 1983 roku

#### N.Y. State of Mind
- "Mind Rain" – Joe Chambers
- "N.T." – Kool & the Gang
- "Flight Time" – Donald Byrd
- "Mahogany" – Eric B. & Rakim

#### Life's a Bitch
- "Yearning for Your Love" – The Gap Band

The World Is Yours
- "I Love Music" – Ahmad Jamal
- "Dance Girl" – The Rimshots
- "Walter L" – Jimmy Gordon & His Jazznpops Band
- "It's Yours" – T La Rock

Halftime
- "Dead End" – Japanese Hair Cast
- "School Boy Crush" – Average White Band
- "Soul Travelin’ Pt. 1" – Gary Byrd

Memory Lane (Sittin' in da Park)
- "We're in Love" – Reuben Wilson
- "Pickin' Boogers" – Biz Markie
- "Droppin' Science" – Marley Marl i Craig G

#### One Love
- "Smilin' Billy Suite, Pt. II" – The Heath Brothers
- "Come in Out of the Rain" – Parliament
- "One Love" – Whodini

#### One Time 4 Your Mind
- "Walter L" by Jimmy Gordon & His Jazznpops Band

#### Represent
- The Thief of Bagdad" – Lee Erwin
- "I Didn't Come Rhythm" – George Clinton

#### It Ain’t Hard to Tell
- "Human Nature" – Michael Jackson
- "Slow Dance" – Stanley Clarke
- "N.T." – Kool & the Gang